# Kinesisk keramik

Dingporslin, Songdynastin, 1000-tal-tidigt 1100-tal.

Kinesisk keramik är en form av konstnärligt hantverk som utvecklats under de dynastiska perioderna i Kinas historia. Kina har alltid varit rikt utrustat med det råmaterial som behövs för att göra keramik. De första pjäserna tillverkades för omkring 11 000 år sedan, under palaeolitisk tid. Den kinesiska keramiken innefattar allt från tillverkade material, som glaserat tegel, takpannor och kakel, till handgjorda vaser som bränts i ugn, och sofistikerat porslin som framställts för imperiets hov.

## Introduktion

### Terminologi
Det kinesiska ordet för porslin (kinesiska:  瓷, cí) inbegriper en stor grupp keramik, av vilken en del inte skulle definieras som sådan av västerlänningar. Porslin bränns som regel endast en gång, varför kroppen och glasyren bränns tillsammans. Efter att kroppen av en pjäs formats och blivit färdig torkas den, täcks av glasyr, torkas igen, och bränns. I den höga temperaturen i brännugnen smälter kroppen och glasyren samman och blir en enhet. Kinesiska emaljerade produkter tillverkas också på detta sätt, bortsett från att emaljen påförs efter en första bränning i hög temperatur. Pjäserna bränns då än en gång i en mindre ugn med lägre temperatur.

### Kategorier

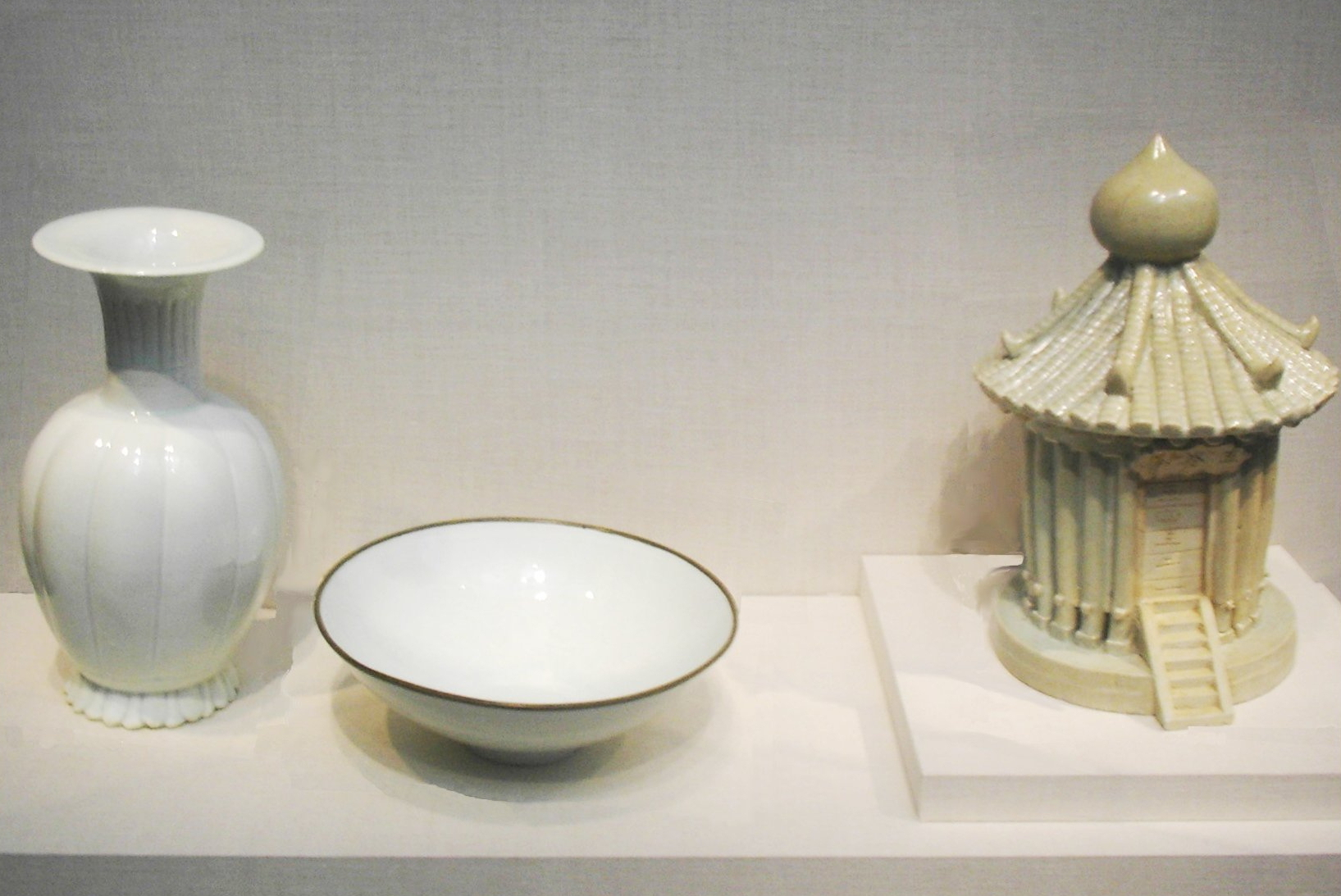
Porslinsvas, skål och modell av sädesförråd i qingbai med transparent blåtonad glasyr, från Songdynastin (960-1279).

I Västerlandet indelas keramik traditionellt i tre huvudgrupper: lergods, stengods och porslin. I Kina används två kategorier för dessa tre: högbränd [cí 瓷] och lågbränd [táo 匋]. Den äldsta kinesiska ordboken, Erya, definierar porslin [cí 瓷] som "fin, kompakt keramik" [táo 匋].  I Väst räknas ofta genomskinlighet som ett av porslinets typiska kännetecken, men så är inte fallet i Kina, där varje tjock och opak pjäs som stämmer in på definitionen betraktas som porslin [cí 瓷] .
Kinesisk keramik klassificeras också som antingen nordlig eller sydlig. Dagens Kina innefattar två separata och geologiskt aparta landmassor som förts samman av kontinentaldrift och vilkas gränsyta ligger mellan Gula floden och Yangtzefloden. Den kontrasterande geologin mellan nord och syd har lett till skillnader i tillgängligt råmaterial för keramiktillverkningen.

### Material
Kinesiskt porslin är huvudsakligen tillverkat av följande två material eller en kombination av dessa. Båda utvinns ur granitberg.
- Porslinslera, eller gaoling - består huvudsakligen av lermineralen kaolinit.
- Keramisk sten - vanligen glimmer eller fältspat.

Både kaolinit och mineral tillhörande glimmerfamiljen har skiktstruktur och tillhör kategorin fyllosilikat. De består av små plättar som i slutändan får materialet att hålla stora mängder vatten. Detta är viktigt eftersom olika metoder som används till utformning utsätter plättarna för kompression.

## Historia

### Keramisk definition

Gravfynd, grön vas med blyglasyr, östra Handynastin, 25-220 e.Kr.

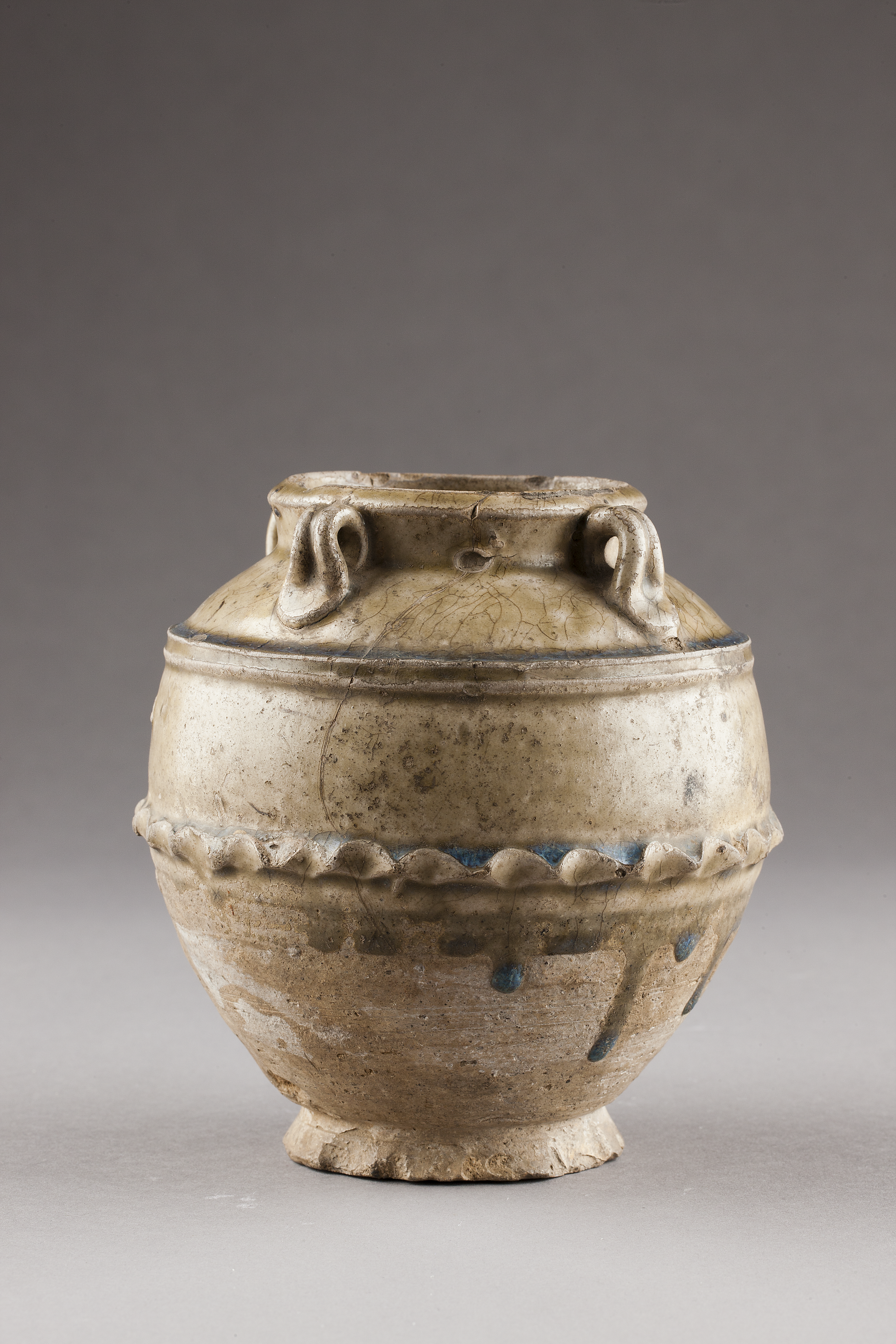
Kruka med högbränd glasyr, bruksföremål, Sui-dynastin, 581-618.

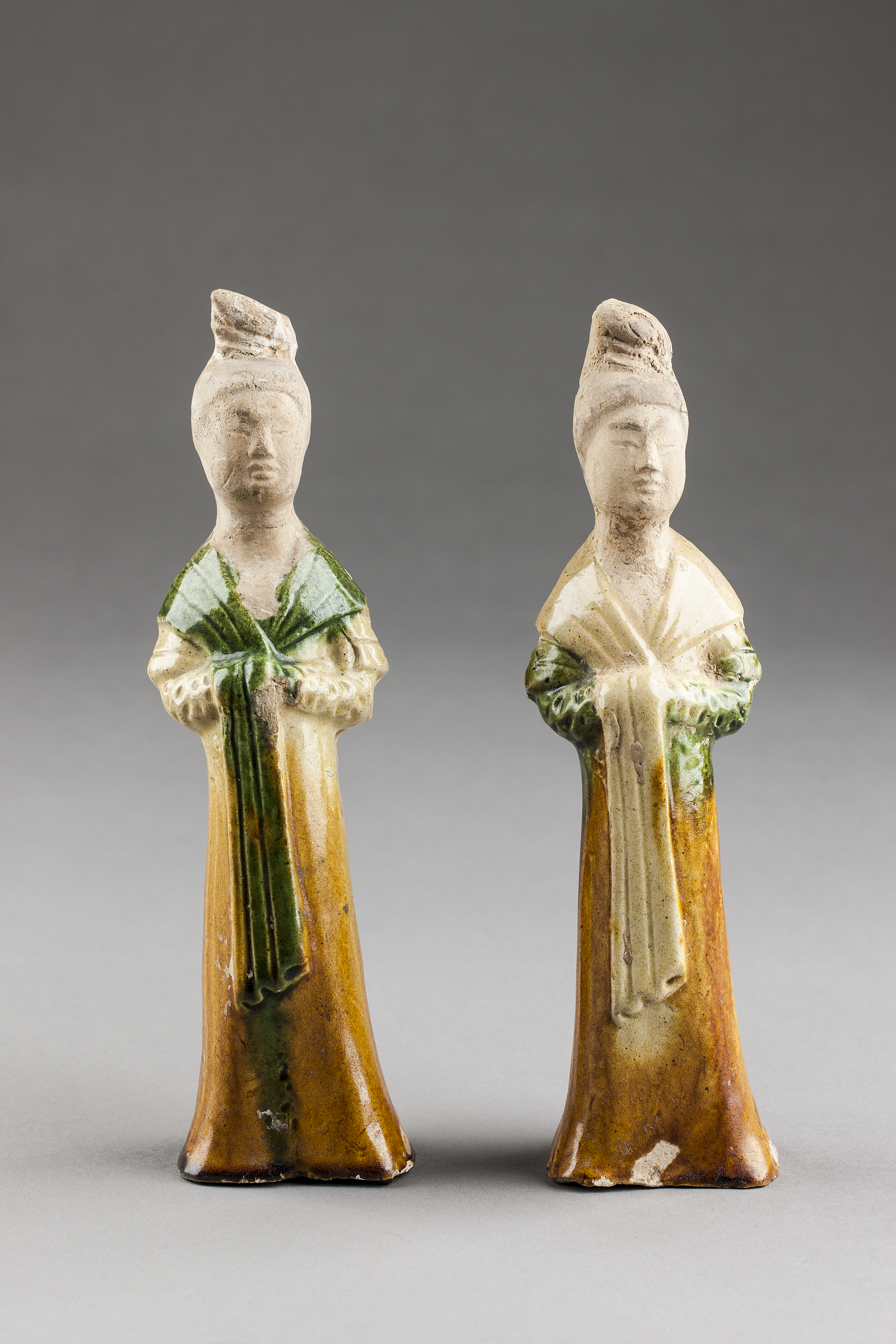
Tjänstekvinnor av lergods med blyglasyr, ur gravfynd från Tangdynastin, tidigt 700-tal.

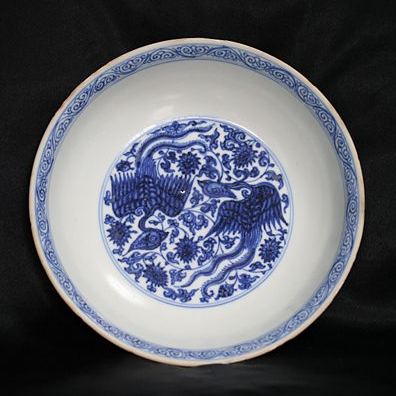
Porslin från Mingdynastin (1368–1644).

Ordet "porslin" saknar i dess kinesiska sammanhang en universellt accepterad definition. Detta har lett till begreppsförvirring om när det kinesiska porslinet började tillverkas. Dateringarna härvidlag har inrymt så skilda angivelser som den senare östra Handynastin (år 100-200), de tre kungadömenas tid (220-280), de sex dynastiernas period (220-589) och Tangdynastin (618-906).

### Tidiga pjäser
Skärvor av keramiska vaser från omkring 9000 f.Kr. har återfunnits vid Xianrendong, Jiangxiprovinsen, vilka är några av de äldsta kända exemplaren av kinesisk keramik. Dessa pjäser var handgjorda och brändes över öppen eld. Dekoren utgjordes bland annat av avtryck av rep, och mönster som erhölls genom att trycka eller sticka in föremål.
Xianrendong var bosatt från omkring 9000 f.Kr. till 4000 f.Kr. Under denna period tillverkades två sorters keramik. Den första sorten består av rejäla, grövre pjäser som sannolikt användes till vardags. Den andra av tunnare pjäser som troligen var avsedda för rituellt bruk eller andra särskilda tillfällen. Det finns arkeologiska belägg för antagandet att båda sorterna tillverkades under samma period och i samma område.

### Handynastin
Många forskare anser att det första riktiga porslinet framställdes i Zhejiangprovinsen under Östra Handynastin. Kinaforskare framhåller förekomsten av en betydande andel porslinsmineraler (porslinslera, fältspalt eller kombinationen av dessa) som nödvändig för definitionen av porslin. Skärvor som arkeologer grävt fram från Östra Handynastiska platser kan uppskattas ha bränts vid en temperatur av 1260 till 1300 °C. Så långt tillbaka i tiden som 1000 f.Kr. tillverkades "porslinsartat gods" eller "protoporslinsartat" med åtminstone en del kaolin och bränd vid hög temperatur. Gränsdragningen mellan dessa båda slags gods och "riktigt porslin" är inte tydlig eller enkel.

### Sui- och Tangdynastierna
Under Sui- och Tangdynastierna  (581 till 906) framställdes ett flertal olikartade lergods, lågbrända och högbrända. Detta innefattade de välkända glaserade sancai-godsen (trefärgade) från Tangdynastin, de högbrända limefärgat glaserade Yue-celadongodsen, och de lågbrända pjäserna från Changsha. 
Högbränd, genomskinlig porslin tillverkades i ugn i nordvästra Kina i Henan- och Hebeiprovinserna.
Ett av de första omnämnandena av porslin av en utlänning, är fällt av en arabisk resenär under Tangdynastin, som förtäljer att:
| ” | De har i Kina den finaste lera av vilken de gör vaser som är så genomskinliga som glas: man kan se vatten genom dem. Vaserna är gjorda av lera.. | „ |

Araberna var medvetna om att materialet var väsentligt vid glastillverkning, och han var övertygad om att det inte var vanligt glasmaterial.

### Song- och Yuandynastierna

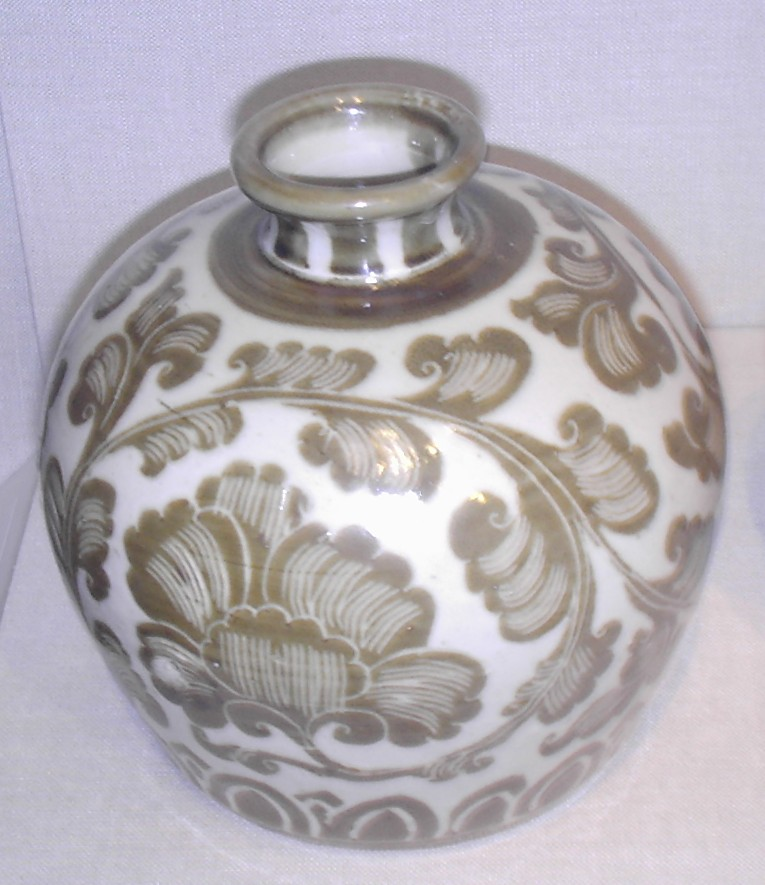
En porslinsflaska från Songdynastin med järnpigment över transparent färglös glasyr, 1000-talet.

Staden Jingdezhen har varit ett centrum för kinesisk keramik sedan tidig Handynastisk tid. År 1004 grundade kejsar Zhenzong av Song den omfattande porslinstillverkningen där som staden växte fram ur, för att förse imperiet med porslin. Under Song- och Yuandynastierna tillverkades porslin i staden och på andra platser i södra Kina, av uteslutande bruten och renad kaolinit.

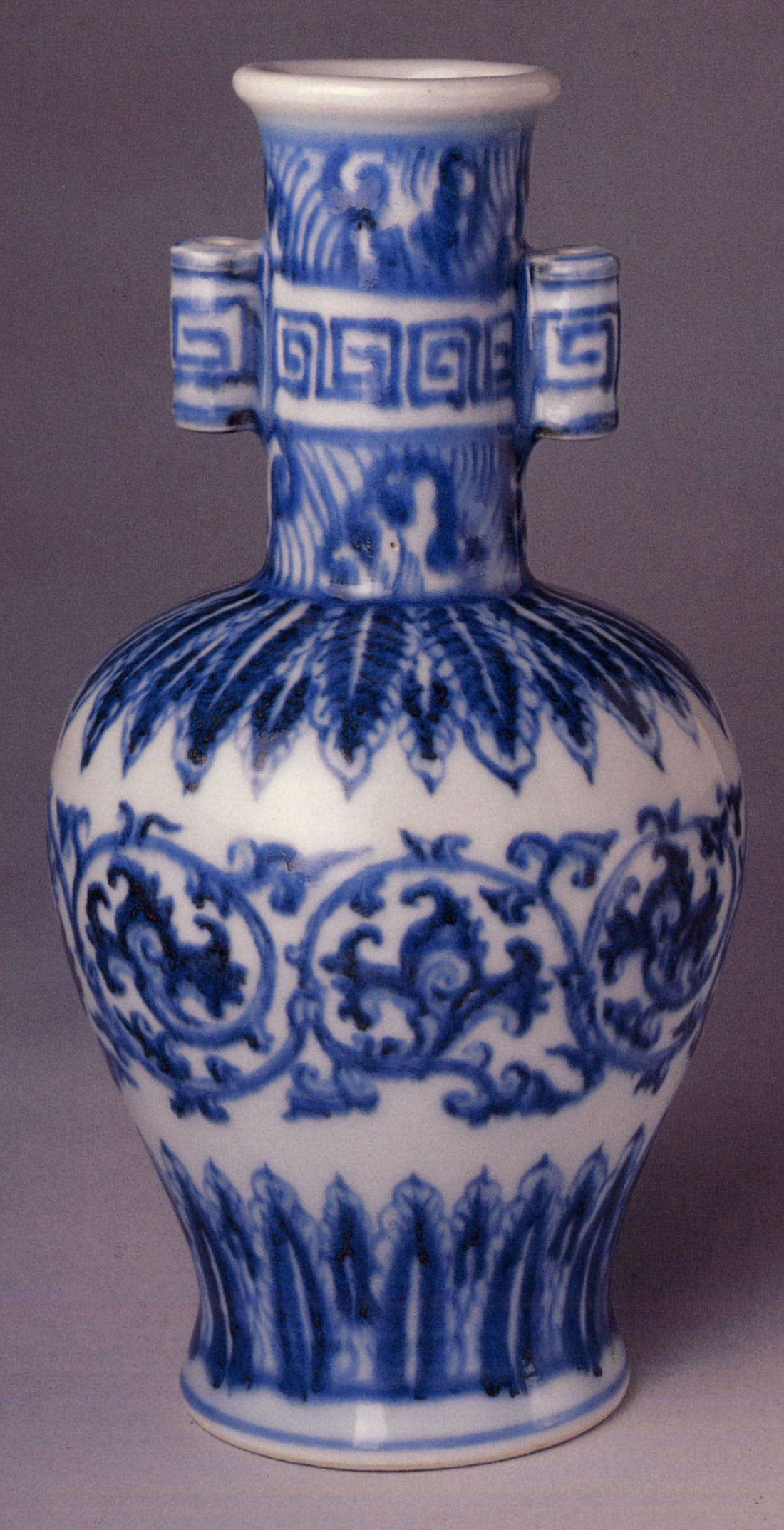
Ming dynasty Xuande mark and period (1426–35) imperial blue and white vase. The Metropolitan Museum of Art, New York. 明宣德 景德鎮窯青花貫耳瓶, 纽约大都博物馆

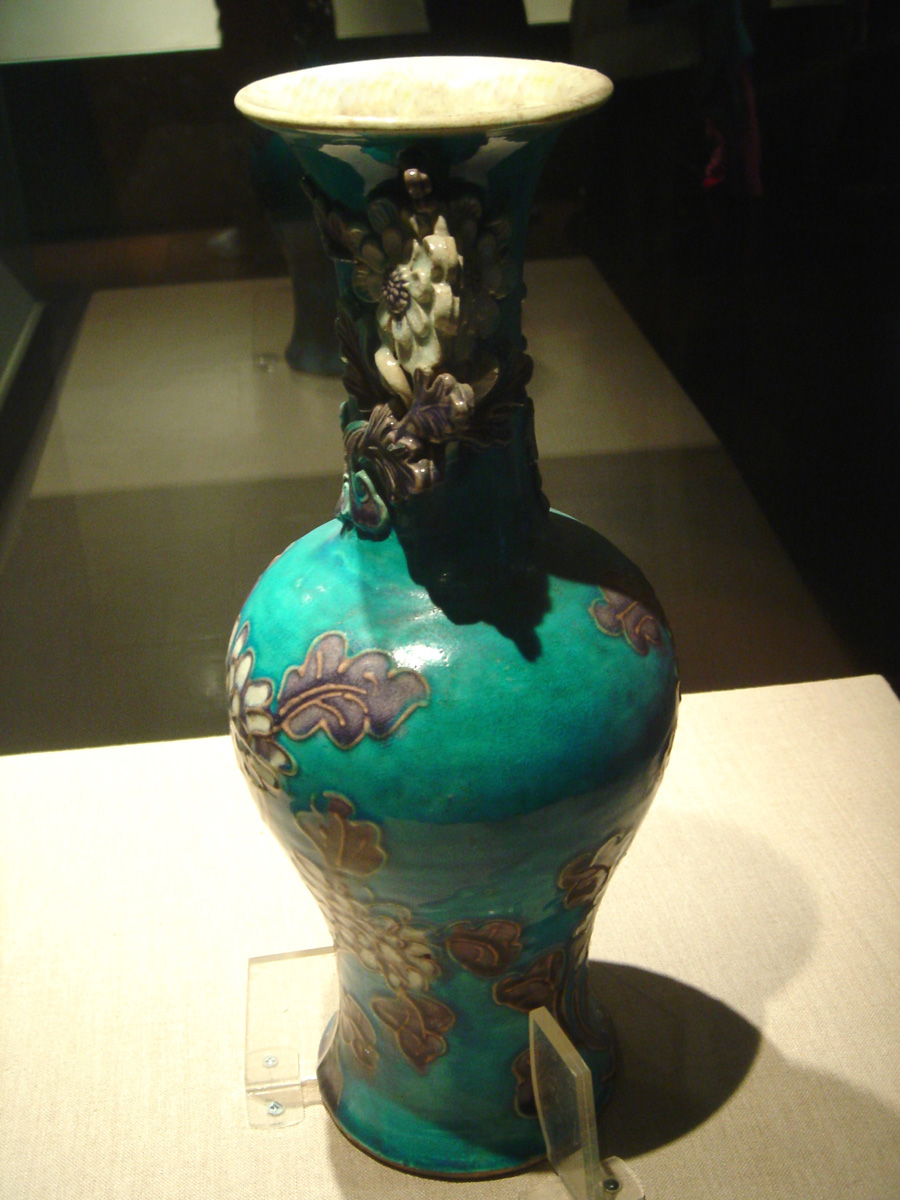
Porslinsvas i trefärgad chrysanthemumstil från Mingdynastin (1368-1644), Kinas nationalmuseum.

### Qingdynastin
Två brev skrivna av jesuitmissionären Francois Xavier d'Entrecolles, som bodde och arbetade i Jingdezhen under det tidiga 1700-talet, beskriver i detalj framställningen av porslin i staden. I hans första brev, daterat 1712, redogör d'Entrecolles för hur porslinsstenar krossas, renas och formas i små klossar, på kinesiska kallade petuntse. Sedan fortsatte han med att beskriva hur porslinslera, kaolin, renas, samt alla steg i processerna av glasering och bränning. Han förklarar sina motiv:   
| ” | Inget annat än min nyfikenhet skulle någonsin kunna ha drivit mig till sådan här forskning, men det synes uppenbart för mig att en stunds beskrivning av alla dessa förehavanden som arbetet består av, må vara användbar i Europa. | „ |

1743, under kejsare Qianlongs regering, skrev imperiets ståthållare i staden, Tang Ying, en självbiografi med titeln Tjugo illustrationer av manufakturen av porslin. Dessvärre har originalillustrationerna gått förlorade, men en del av texten i biografin är bevarad.
Jingdezhen blev centret för storskalig porslinsexport till Europa, från och med början av kejsar Wanlis regering (1572-1620). Vid denna tid blandades kaolin och porslinssten i ungefär lika andelar. Porslinslera i tillverkningen får pjäser att bli mycket starka. Vithet blev en eftersökt egenskap, i synnerhet för det blå-vita porslinet. porslinssten användes till lägre bränningstemperatur om ungefär 1250°C, vilket bör jämföras med temperaturen som krävdes när kaolin ingick, 1350°C. De stora äggformade brännugnarna i söder varierade kraftigt i temperatur. Nära eldhärden var det mycket hett, men nära skorstenen var det svalare.

## Kinesiska porslinspjäser

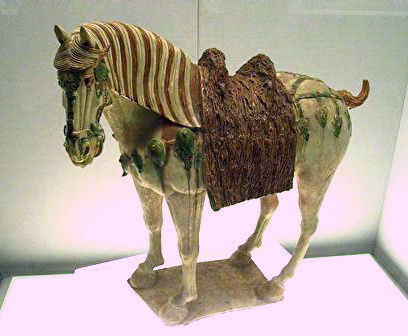
En sancai-häst från Tangdynastin (618–907) vid Shanghai Museum

### TangSancai-gravgods
Huvudartikel: Sancai
"Sancai" betyder trefärgad. Antalet färger på glasyren som användes till att dekorera pjäserna under Tangdynastin var dock inte begränsade till tre. I Västvärlden har Tang sancai ibland kallats "ägg och spenat" med hänsyftning till färgerna grönt, gult och vitt. Den senare färgen borde egentligen mer rätteligen kallas krämvit eller offwhite.
Sancaigods var nordliga gods och tillverkade av vit och sukundär kaolin och annan lera.. Vid platser där brännugnar fanns i Tongchuan i Shaanxi, Neiqiu i Hebei och Gongyi i Henan, , var leran som brukades till gravgods liknande den som krukmakarna använde i Tangdynastin. Gravgodsen brändes i lägre temperatur än de samtida vitgodsen. Gravgods som de välkända framställningarna av kameler och hästar, tillverkades sektionsvis och delarna sattes därefter samman. I vissa fall förekom något av en individualitet genom att figurinerna beskars och karvades för hand.

### Jian tegods
Jiangods, som huvudsakligen är tegods, tillverkades i  Jianyang, Fujianprovinsen. De nådde sin höjdpunkt i popularitet under Songdynastin. Godsen tillverkades i järnrik lera från trakten, och brändes i en oxiderande miljö vid temperaturer omkring 1300°C. Glasyren tillverkades av samma lera som kroppen, men med tillsats av träaska. Vid hög temperatur utvecklades glasyren till ett mönster. När Jiangodsen skulle göras i ordning inför bränningen, strilades vätskor nedför sidorna, vilket visar att flera glasyrtekniker användes. Inga pjäser har identiska mönster, och det slutliga utseendet är slumpmässigt. Typiskt för stilen är också en mörkbrun järnfot som ofta förekommer.
Jiangodsen blev mycket omtyckta i Japan, där de försökte kopiera tekniken. De japanska motsvarigheterna brukar kallas tenmokugods.

### Qingbaigods

Skål från 960-1127 av Qingbai-porslin, Hallwylska museet.

Qingbaigods tillverkades i Jingdezhen och vid många andra platser i söder, från och med Norra Songdynastins tid, tills de minskade och försvann under 1300-talet när blå och vit-gods ersatte dem.

### Kategorisering efter färgfamiljer
- Famille verte - "gröna familjen", uppstod under 1600-talet, och utmärks av antingen grön eller oxblodsröd bottenfärg i dekoren. Porslinet hade sin största popularitet omkring 1700.

- Famille jaune - "gula familjen", använder gul grundfärg ofta med förgyllningar ovanpå.

- Famille noire - "svarta familjen"

- Famille rose - "rosa familjen" - uppstod omkring 1720 och var senare under 1700-talet en av de mest populära färgställningarna för det exklusiva exportporslinet.

"Gröna familjen" fat från 1662-1722, Qingdynastin, Hallwylska museet.
"Rosa familjen" fat från 1730-50, Qingdynastin, Hallwylska museet.